# إيفيت مونريال
إيفيت مونريال (بالإنجليزية: Yvette Monreal)‏ هي ممثلة أمريكية، ولدت في 9 يوليو 1992 بلوس أنجلوس في الولايات المتحدة.

## وصلات خارجية
- إيفيت مونريال على موقع IMDb (الإنجليزية)
- إيفيت مونريال على موقع ألو سيني (الفرنسية)
- إيفيت مونريال على موقع قاعدة بيانات الفيلم (الإنجليزية)
- إيفيت مونريال على موقع كينوبويسك (الروسية)